# Monti Tangra

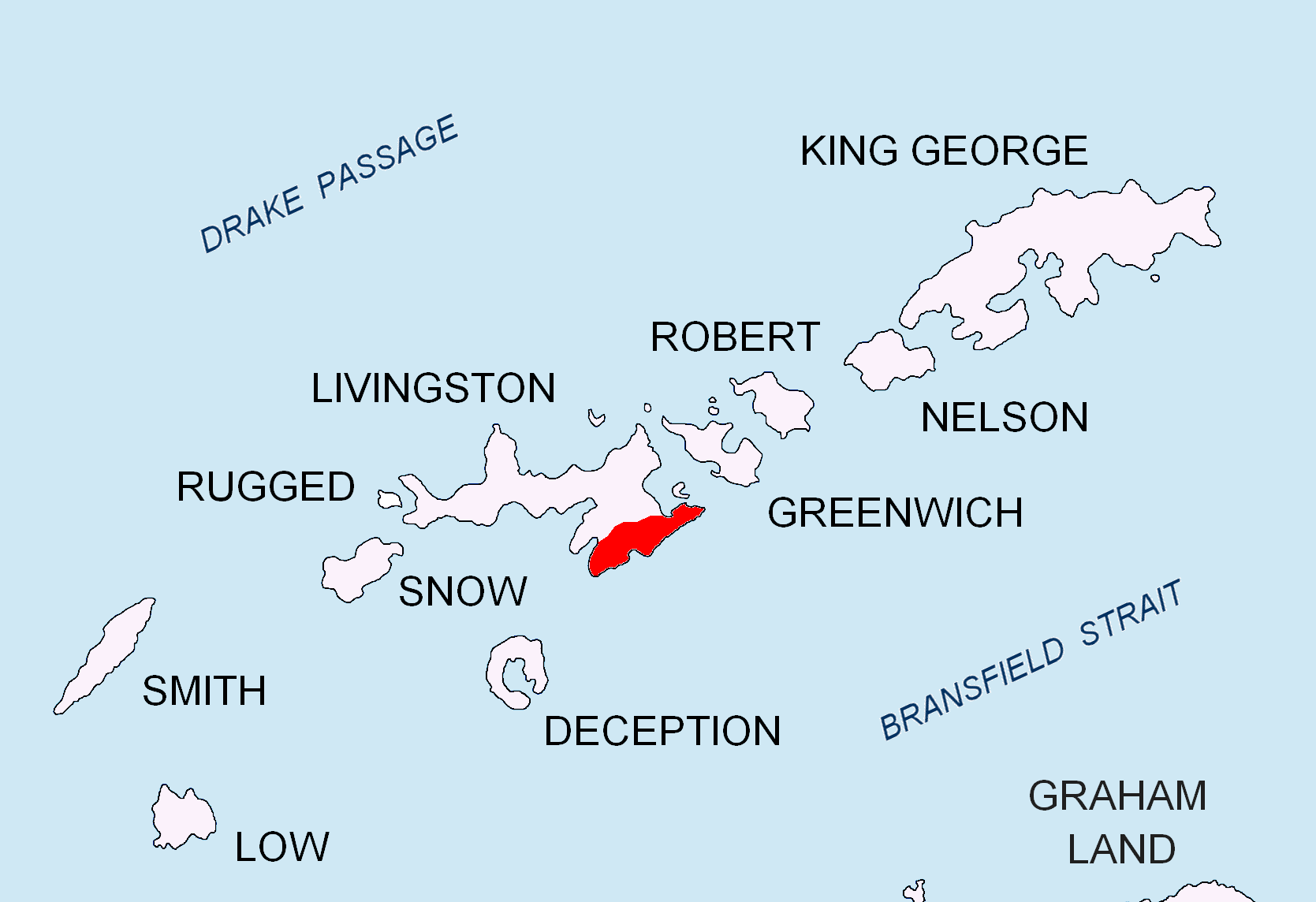
La posizione dei Monti Tangra nell'Isola Livingston delle Isole Shetland Meridionali in Antartide.

I Monti Tangra (in lingua inglese: Tangra Mountains; in lingua bulgara: Тангра планина, 'Tangra planina' \'tan-gra pla-ni-'na\) formano la principale catena montuosa dell'Isola Livingston, la seconda per dimensioni delle Isole Shetland Meridionali, in Antartide.
La catena è rimasta priva di denominazione fino al 2001, quando ha ricevuto il nome della divinità bulgara Tengri o Tangra.

## Caratteristiche geografiche
I Monti Tangra si estendono in lunghezza per 30 km tra Barnard Point e Renier Point; hanno una larghezza di 8 km e sono delimitati a nord dalla Moon Bay e dal Ghiacciaio Huron, a nordovest dal Ghiacciaio Huntress, a ovest dalla False Bay, a sudest dallo Stretto di Bransfield. Sono collegati al Bowles Ridge dal Wörner Gap e al Pliska Ridge dal Nesebar Gap.
La catena montuosa è suddivisa in tre dorsali principali:
- Friesland Ridge a ovest
- Levski Ridge al centro
- Delchev Ridge a est.

## Ghiacciai principali
I picchi e i versanti dei Monti Tangra sono coperti da una spessa coltre glaciale e vengono drenati da una serie di ghiacciai:
- Ghiacciaio Huron
- Ghiacciaio Huntress
- Ruen Icefall
- Peshtera Glacier
- Charity Glacier
- Tarnovo Ice Piedmont
- Prespa Glacier
- Macy Glacier
- Boyana Glacier
- Srebarna Glacier
- Magura Glacier
- Dobrudzha Glacier
- Ropotamo Glacier
- Strandzha Glacier
- Pautalia Glacier
- Sopot Ice Piedmont
- Iskar Glacier.

Il Campo Accademia, situato nella fascia pedemontana nordoccidentale dello Zograf Peak, è la miglior via di accesso al settore centrale dei Tangra passando attraverso la Catalunyan Saddle (1.260 m) a sud e la Lozen Saddle (437 m) a est. La Catalunyan Saddle fu sede di un bivacco del gruppo di esplorazione Tangra 2004/05 tra il 14 e il 16 dicembre 2004.

## Mappatura
La mappatura dei Monti Tangra è stata effettuata in varie fasi da gruppi di studio di diversi paesi o spedizioni esplorative: una prima mappatura inglese si ebbe nel 1968, seguita da una mappatura da parte spagnola nel 1991; nel 2004 mappatura da parte della Omega Foundation; mappatura bulgara nel 2005 e 2009 sulla base di rilievi topografici eseguiti nel 1995/96 e dalla spedizione Tangra 2004/05.
- S. Soccol, D. Gildea e J. Bath. Livingston Island, Antarctica. Scale 1:100000 satellite map. The Omega Foundation, USA, 2004.
- L.L. Ivanov et al. Antarctica: Livingston Island and Greenwich Island, South Shetland Islands (from English Strait to Morton Strait, with illustrations and ice-cover distribution). Scale 1:100000 topographic map. Sofia: Antarctic Place-names Commission of Bulgaria, 2005.
- L.L. Ivanov. Antarctica: Livingston Island and Greenwich, Robert, Snow and Smith Islands. Scale 1:120000 topographic map. Troyan: Manfred Wörner Foundation, 2010. ISBN 978-954-92032-9-5 (First edition 2009. ISBN 978-954-92032-6-4)
- L.L. Ivanov. Antarctica: Livingston Island and Smith Island. Scale 1:100000 topographic map. Manfred Wörner Foundation, 2017. ISBN 978-619-90008-3-0